# Bernd Meyer (Ökonom)
Bernd Meyer (* 15. Mai 1946 in Neustadt in Holstein) ist Professor für Volkswirtschaftslehre an der Universität Osnabrück und wissenschaftlicher Leiter der Gesellschaft für Wirtschaftliche Strukturforschung.
Von 1997 bis 1998 war er Vorsitzender des Ausschusses „Evolutorische Ökonomik“ in der Gesellschaft für Wirtschafts- und Sozialwissenschaften, von 1999 bis 2002 Vorsitzender des Wissenschaftlichen Beirats zur Umweltökonomischen Gesamtrechnung beim Bundesumweltministerium.

## Schriften
- Wie muss die Wirtschaft umgebaut werden? Perspektiven einer nachhaltigeren Entwicklung. Fischer Taschenbuch Verlag, Frankfurt 2008.
- mit C. Lutz, P. Schnur, G. Zika: Economic Policy Simulations with Global Interdependencies: A Sensitivity Analysis for Germany. In: Economic Systems Research. 19(1), 2007, pp. 37–55.
- mit M. Distelkamp, M.I. Wolter: Material Efficiency and Economic-Environmental Sustainability. Results of Simulations for Germany with the Model PANTA RHEI. In: Ecological Economics, 63(1), 2007, pp. 192–200.
- mit C. Lutz, C. Nathani, J. Schleich: Endogenous innovation, economy and environment: impacts of a technology based modelling approach for energy-intensive industries in Germany. In: Energy Studies Review. 15 (1), 2007, pp. 2–18. (forthcoming)
- mit A. Bockermann, I. Omann, J.H. Spangenberg: Modelling sustainability – Comparing an econometric (PANTA RHEI) and a systems dynamics model (SuE). In: Journal of Policy Modelling. Vol. 27, Iss. 2, 2005, pp. 189–210.
- mit C. Lutz, C. Nathani, J. Schleich: Endogenous technological change and emissions: the case of the German steel industry. In: Energy Policy. Vol. 33/9, 2005, pp. 1143–1154.
- mit J. Frohn, P. Chen, B. Hillebrand, W. Lemke, C. Lutz, M. Pullen: Wirkungen umweltpolitischer Maßnahmen. Physica-Verlag. Heidelberg 2003.
- mit S. Bach, C. Bork, M. Kohlhaas, C. Lutz, B. Praetorius, E. Welsch: Die ökologische Steuerreform in Deutschland. Eine modellgestützte Analyse ihrer Wirkungen auf Wirtschaft und Umwelt. Physica Verlag, Heidelberg 2001.
- mit A. Bockermann, G. Ewerhart, C. Lutz: Marktkonforme Umweltpolitik. Wirkungen auf Luftschadstoffemissionen, Wachstum und Struktur der Wirtschaft. Physica Verlag, Heidelberg 1999.

## Video
- Bernd Meyer: Konzept für eine globale Dematerialisierung auf dem World Resources Forum 2009 in Davos aufgenommen von der Aachener Stiftung Kathy Beys

| Personendaten    | Personendaten        |
| ---------------- | -------------------- |
| NAME             | Meyer, Bernd         |
| KURZBESCHREIBUNG | deutscher Ökonom     |
| GEBURTSDATUM     | 15. Mai 1946         |
| GEBURTSORT       | Neustadt in Holstein |